# 쇄빙선

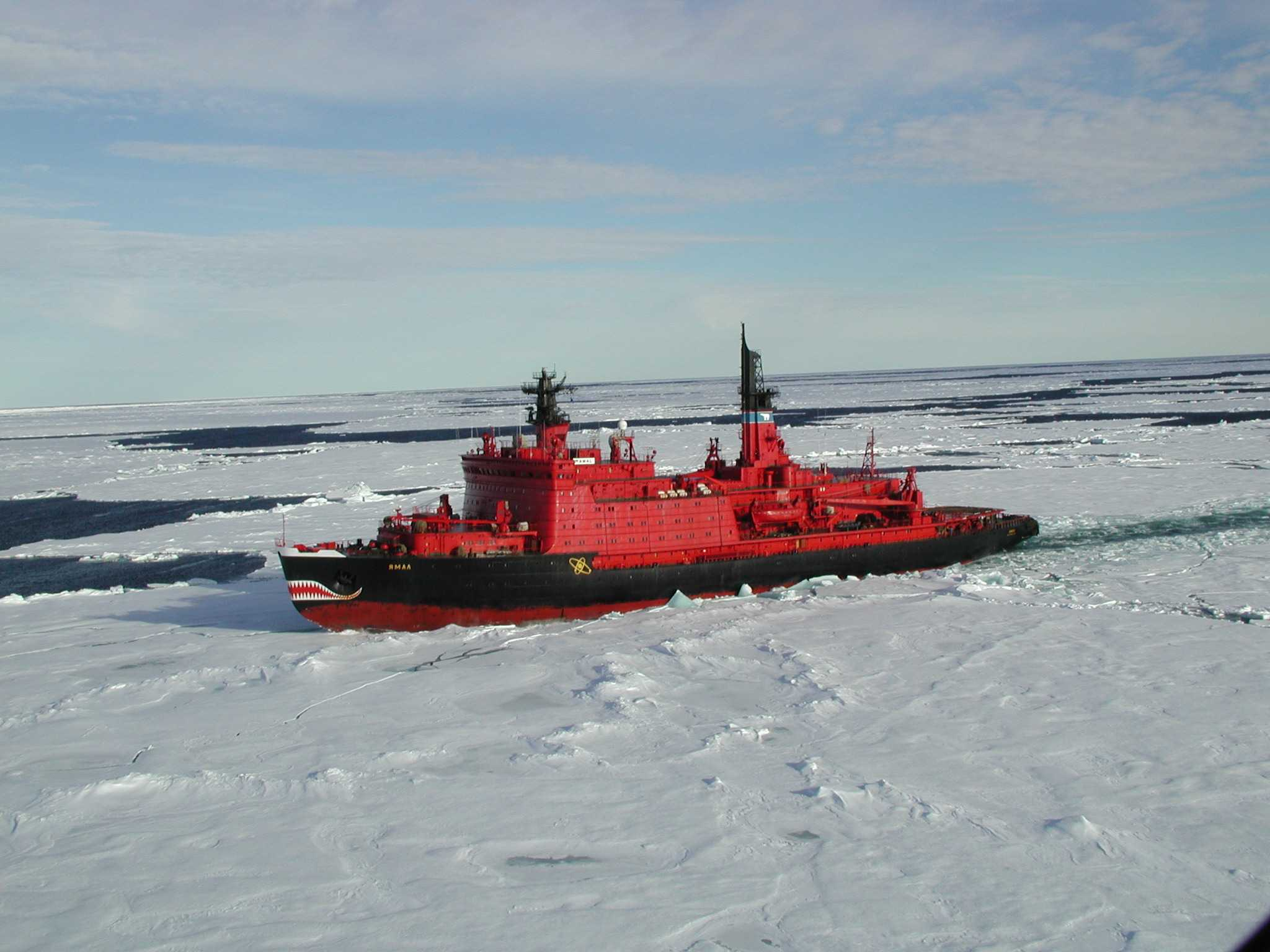

쇄빙선(碎氷船, icebreaker)은 얼음으로 뒤덮인 바다를 이동할 때, 해수면의 얼음을 분쇄하여 항로(뱃길)를 열기 위한, 특수한 장비를 갖춘 배를 말한다.
쇄빙선은 일반적으로 3가지 특징이 요구된다. 강화된 선체, 얼음을 제거하는 모양, 그리고 해빙을 밀어내는 힘이다.
장비에 따라서 순쇄빙선, 쇄빙 장치를 갖춘 상선, 쇄빙 구조로 된 상선 등으로 분류되며, 또한 추진기의 위치에 따라 미국형과 유럽형으로 나뉜다. 미국형은 선수와 선미에 설치되어 있으며 유럽형은 선미에만 설치되어 있다.
쇄빙선은 선수를 얼음 위로 올려 놓고 쇄빙하는 외에 얼음이 두껍게 결빙되어 있을 경우에는 선내에도 설치된 종경사용(縱傾斜用) 혹은 횡경사용 수조(橫傾斜用水槽)의 물을 펌프로 재빨리 이동시켜서 배를 기울도록 하여 배의 중량으로 얼음을 깨뜨리도록 되어 있다. 그 때문에 선수의 경사를 크게 하고 쐐기 모양의 견고한 구조로 되어 있는 선측도 경사시켜 놓고 있다.

## 역사

### 최초의 쇄빙선
최초로 기록된 원시 쇄빙선은 1383년 벨기에의 브뤼헤 마을에 의해 마을의 해자를 청소하는 것을 돕기 위해 사용된 바지선이었다.
쇄빙선은 소빙기의 추운 겨울 동안 계속 사용되었고, 상당한 양의 무역과 사람과 물자의 수송이 이루어진 저지대에서 점점 더 많이 사용되었다. 15세기에 플랑드르에서 쇄빙기의 사용이 이미 확립되었다. 쇄빙선의 사용은 17세기에 확장되었고, 저지대에서 어느 정도 중요한 모든 마을들은 수로를 깨끗하게 하기 위해 쇄빙선의 형태를 사용했다.

### 극지방의 쇄빙선
얼음으로 강화된 배들은 극지 탐험의 초창기에 사용되었다. 이것들은 원래 나무로 만들어졌고 기존의 디자인을 기반으로 했지만, 특히 선체에 이중 판자를 두르고 배 내부의 교차 부재를 강화하여 흘수선 주변에 보강되었다. 바깥에는 쇠띠가 둘러져 있었다. 때때로 금속판은 뱃머리, 선미, 용골을 따라 놓였다. 이러한 강화는 배가 얼음을 통과하도록 돕고 또한 배가 얼음에 "낀" 경우에 대비하여 배를 보호하기 위해 고안되었다.

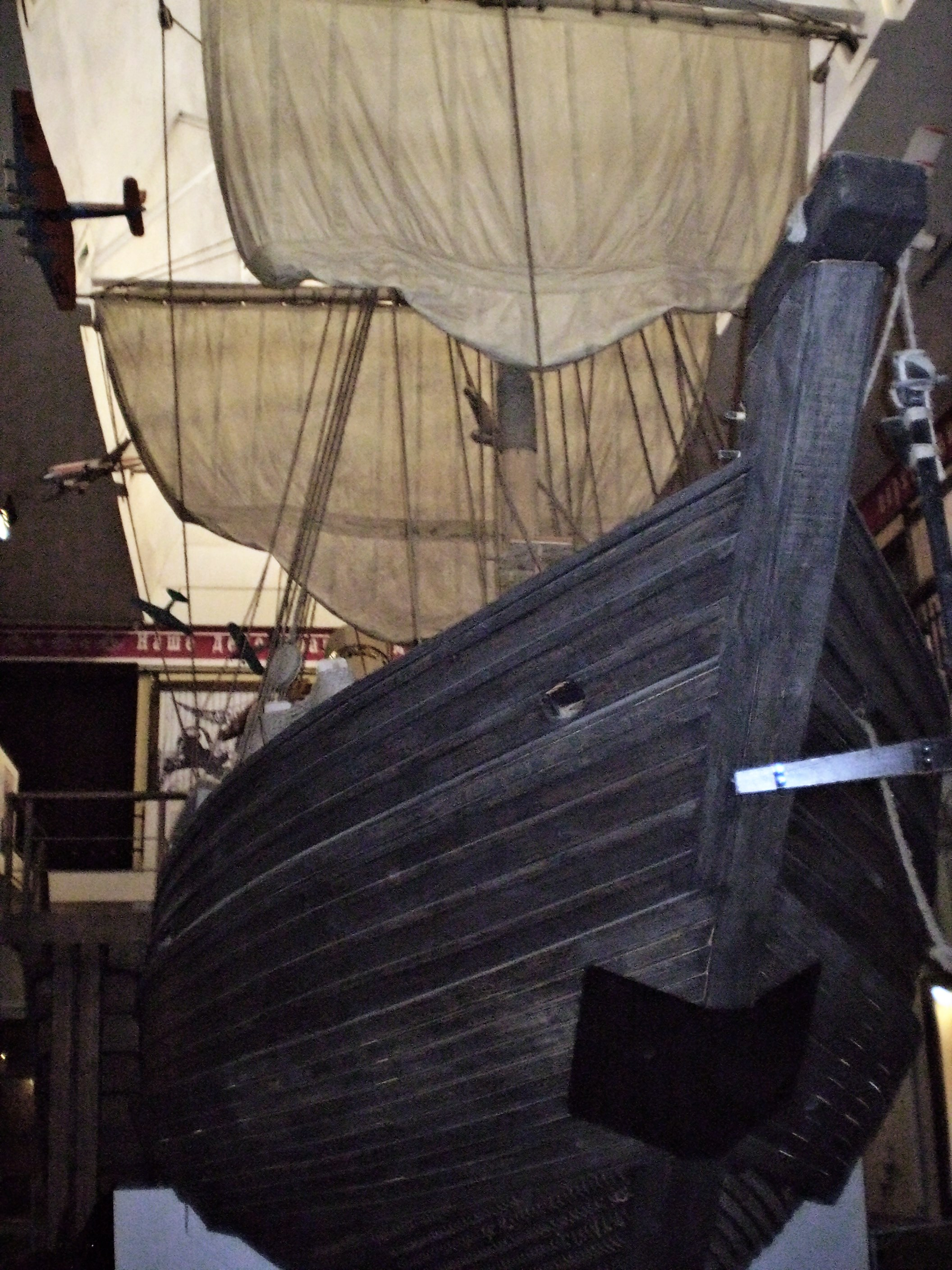
박물관에 있는 17세기 러시아 코흐

극지방에서 처음으로 사용된 보트는 북극 원주민들의 것이었다. 그들의 카약은 덮개가 있는 갑판과 하나 이상의 조종석이 있는 작은 인간 동력 보트이며, 각각 1개 또는 2개의 날이 달린 노를 젓는 노를 젓는 노잡이 한 명을 앉힌다. 이러한 보트는 쇄빙 능력이 없지만 가볍고 얼음을 운반하기에 적합하다.
9세기와 10세기에 바이킹의 확장은 북대서양에 도달했고, 결국 북극의 그린란드와 스발바르에 도달했다. 그러나 바이킹들은 중세 온난기의 조건 하에서 대부분의 기간 동안 얼음이 없는 바다에서 그들의 배를 운용했다.
11세기, 북러시아에서는 반년 이상 얼음으로 덮여 있었기 때문에 그렇게 이름 붙여진 백해 연안에 정착하기 시작했다. 북극해 연안에 살던 카렐리야인과 러시아인의 혼합 민족은 포모르(해변 정착민)로 알려지게 되었다. 점차적으로 그들은 북극해의 얼음 상태에서의 항해와 나중에는 시베리아 강에서의 항해에 사용되는 하나 또는 두 개의 돛대 나무로 된 특별한 형태의 범선을 개발했다. 이 초기의 쇄빙선들은 코흐라고 불렸다. 코흐의 선체는 가변적인 물줄기를 따라 빙하 저항성 수세식 피부 판자로 된 벨트로 보호되었고, 얼음 위에서 운반할 수 있는 용골은 가짜였다. 만약 코흐가 얼음판에 의해 눌려진다면, 수선 아래의 둥근 몸통은 배가 물 밖으로 밀려나 얼음 위로 아무런 손상 없이 올라갈 수 있게 할 것이다.

### 증기 동력 쇄빙선
빙판길에서 운항할 수 있도록 설계된 초기 선박은 51미터(167피트) 길이의 나무 패들 기선인 시티 아이스 보트 1호였는데, 1837년 반두센 & 비렐린이 필라델피아 시를 위해 건조했다. 이 배는 250마력(190kW)의 증기 기관 2개로 구동되었고, 나무 패들은 철제 덮개로 보강되었다.

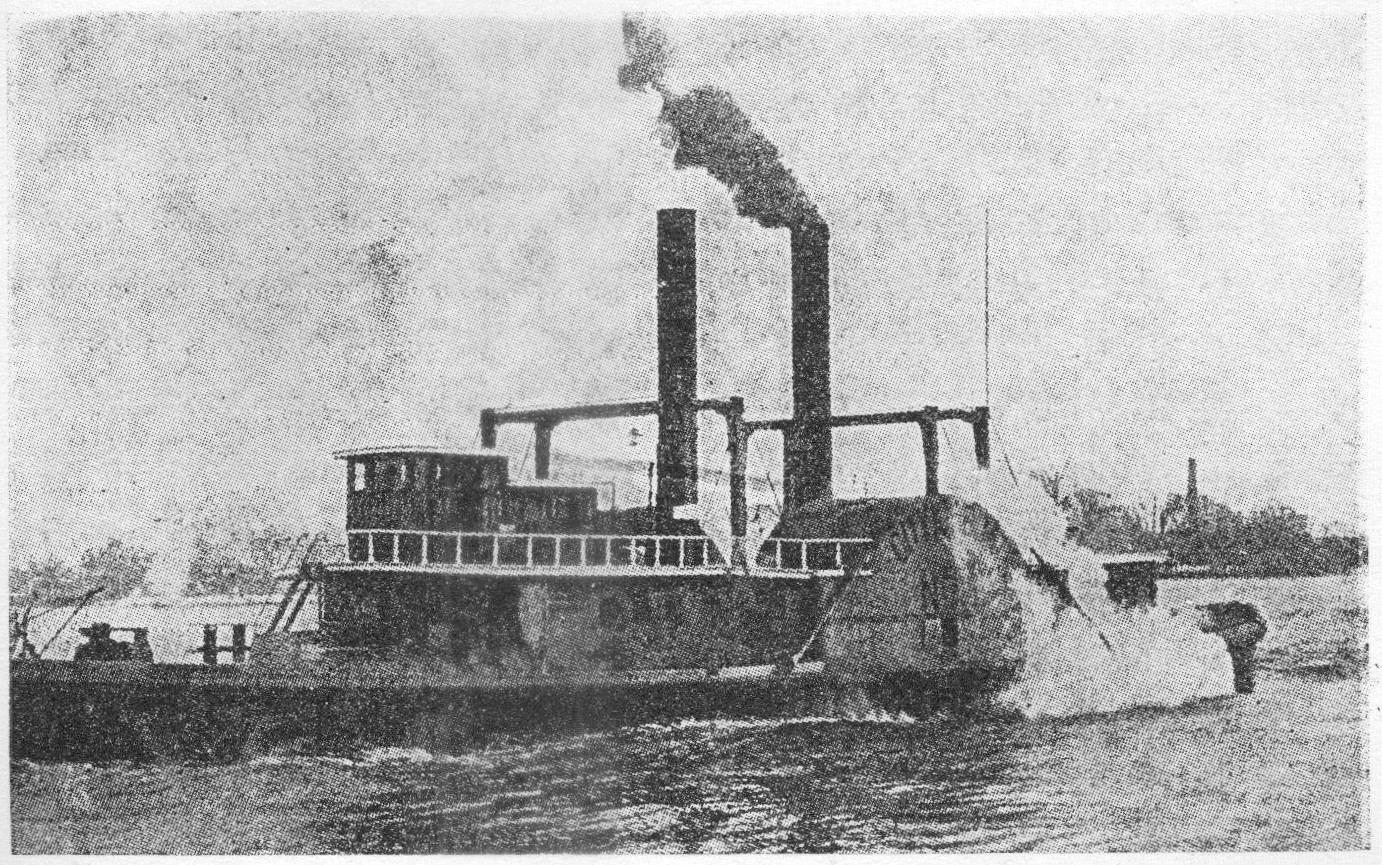
델라웨어 강에 있는 썸 시티 아이스 보트 1호

둥근 모양과 튼튼한 금속 선체를 가진 1864년의 러시아 조종사는 프로펠러가 장착된 현대식 쇄빙선의 중요한 전신이었다. 이 배는 상인이자 조선업자 미하일 브리트네프의 주문으로 건조되었다. 그녀는 용골에서 20° 상승하는 얼음 제거 능력을 달성하기 위해 활을 개조했다. 이것은 파일럿이 얼음의 꼭대기에서 자신을 밀어내고 결과적으로 그것을 깨뜨릴 수 있게 해주었다. 브리튼은 수세기 동안 백해와 바렌츠해의 차가운 바다를 항해하던 포모르의 오래된 배 모양을 본떠 배의 뱃머리를 만들었다. 1864년과 1890년 사이에 핀란드 만에서 크론슈타트와 오라니엔바움 사이의 항해를 위해 파일럿이 사용되었다. 파일럿 의 성공에 영감을 받아 Mikhail Britnev는 1875년에 두 번째 유사한 선박 Boy (러시아어 "Breakage")와 1889년에 세 번째 Booy (러시아어 "Buoy")를 건조했다.
1870년부터 1871년까지의 추운 겨울로 인해 엘베강과 함부르크 항구가 얼어붙어 항해가 중단되고 상업적으로 큰 손실을 입었다. 카를 페르디난트 슈타인하우스는 브리티네프의 변경된 활 조종사의 디자인을 재사용하여 자신의 쇄빙선인 아이스브레이커를 만들었다.

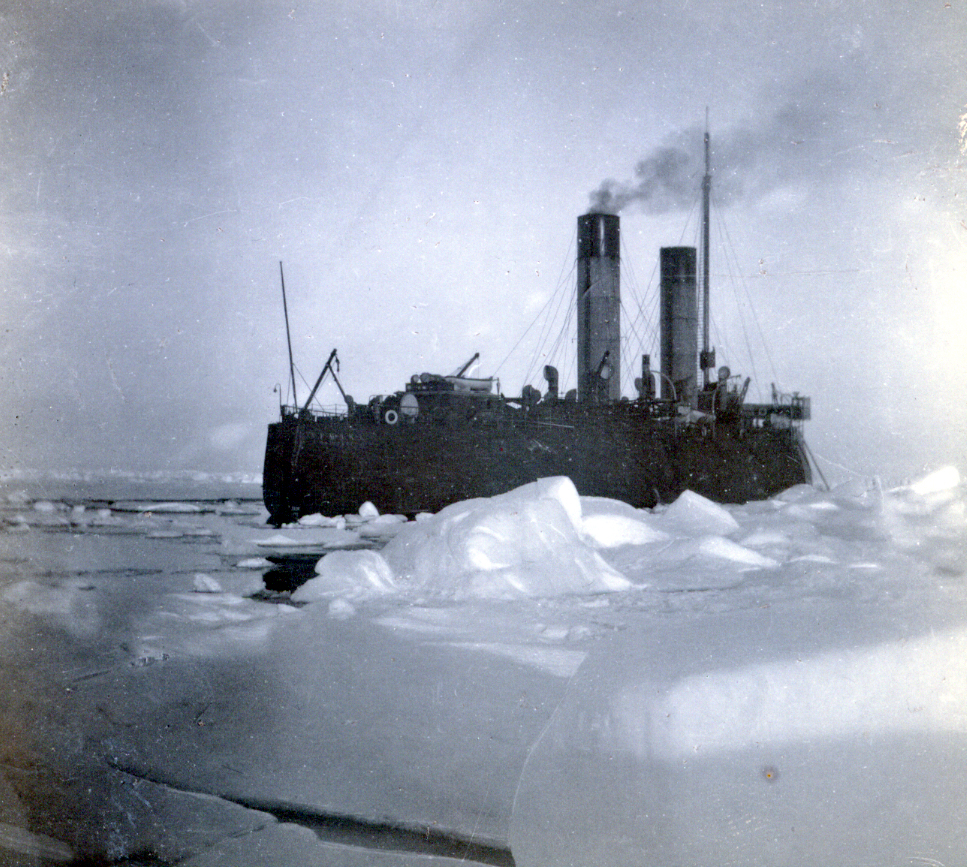
Yermak 은 최초의 진정한 현대식 해상 쇄빙선

최초의 진정한 현대식 쇄빙선은 20세기 초에 건조되었다. Yermak 은 1897년 영국 암스트롱 휘트워스 해군기지에서 러시아 제국 해군의 계약에 따라 건조되었다. 이 배는 파일럿으로부터 주요 원리를 차용해 얼음을 치우고 찌그러뜨릴 수 있는 최초의 극지방 쇄빙선 제작에 적용했다. 배의 배수량은 5,000톤이고 증기 왕복 엔진 은 10,000마력(7,500kW)을 전달했다. 이 배는 1963년에 퇴역 하여 폐기되었다 .1964년에 세계에서 가장 긴 쇄빙선 중 하나가 되었다.
캐나다에서, 정부는 세인트로렌스강의 얼음 잼으로 인한 홍수를 막기 위한 방법을 제공할 필요가 있었다. 쇄빙선은 몬트리올 동쪽의 강에 얼음이 얼지 않도록 하기 위해 만들어졌다. 거의 동시에, 캐나다는 캐나다 북극에서의 의무를 이행해야 했다. 80 미터(260 피트) CGS N.B. McLean (1930)과 CGS D'Iberville (1952)과 같은 대형 증기 쇄빙선은 이러한 이중 용도를 위해 만들어졌다.(세인트 로렌스 홍수 방지 및 북극 보급)
20세기 초, 몇몇 다른 나라들은 특별히 제작된 쇄빙선을 운영하기 시작했다. 대부분은 해안 쇄빙선이었지만 캐나다, 러시아, 그리고 나중에 소련은 배수량 11,000톤에 이르는 여러 개의 해양 쇄빙선을 건조했다.

### 디젤 동력 쇄빙선
1930년대에 최초의 디젤-전기 쇄빙선이 건조되기 전에 쇄빙선은 석탄 또는 석유 연소 증기선 이었다. 왕복 증기 기관은 신뢰성, 견고성, 우수한 토크 특성 및 회전 방향을 빠르게 역전시키는 능력으로 인해 쇄빙선에서 선호되었다 .  증기 시대에 가장 강력한 증기 동력 쇄빙선의 추진력은 약 10,000축마력(7,500kW)이었다.

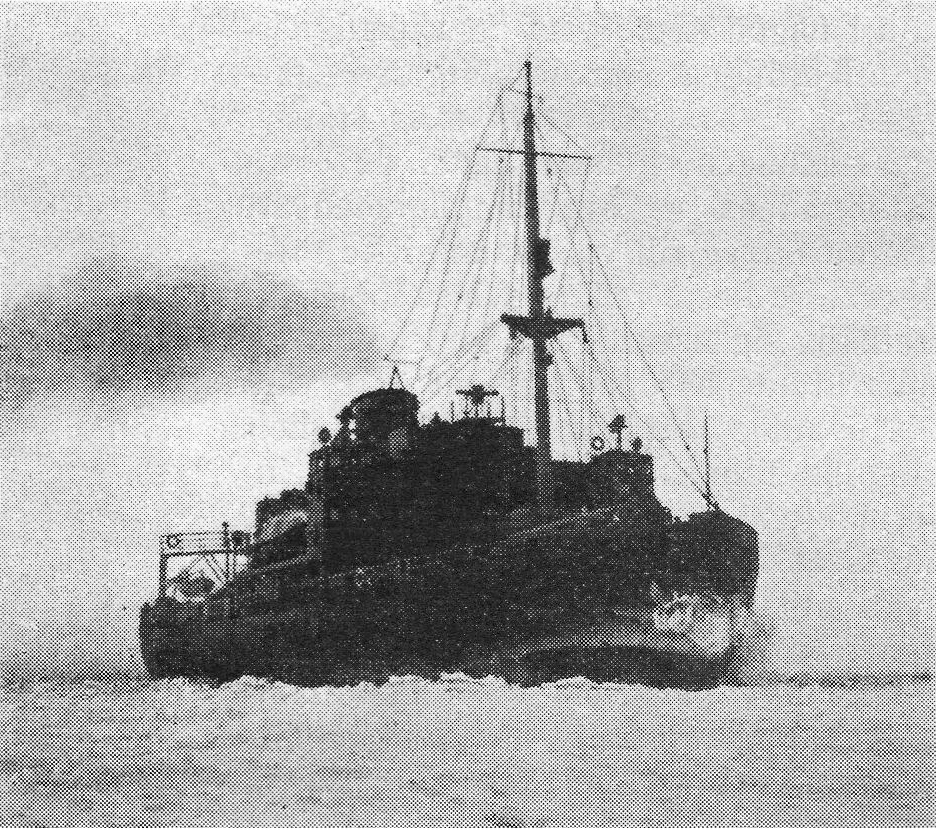
Ymer 는 1933년에 건조된 세계 최초의 디젤-전기 쇄빙선

세계 최초의 디젤-전기 쇄빙선은 1933년 4,330톤의 스웨덴 쇄빙선 Ymer였다. 9,000 hp(6,700 kW)의 출력을 선미에 2개의 프로펠러와 선수에 1개의 프로펠러로 나누어 취역할 때까지 그 선박은 가장 강력한 스웨덴 쇄빙선으로 남아 있었다. 1939년 핀란드 최초의 디젤 전기 쇄빙선인 핀란드 시수가 뒤를 이었다.  두 선박 모두 1970년대에 퇴역하고 양국에서 훨씬 더 큰 쇄빙선으로 교체되었다. 핀란드에서 Sisu를, 1977년 스웨덴에서 Ymer를 건설했다.
1941년, 미국은 Wind 클래스를 구축하기 시작했다. 스칸디나비아와 소비에트 연방의 연구 결과 앞발이 잘려져 있고 바닥이 둥근 매우 견고하게 제작된 짧고 넓은 선체를 가진 디자인이 만들어졌다. 강력한 디젤 전기 기계는 2개의 선미와 1개의 보조 선수 프로펠러를 구동했다. 이러한 특징은 1980년대까지 전후 쇄빙선의 표준이 되었다.
1970년대 중반 이후로 가장 강력한 디젤-전기 쇄빙선은 구소련 및 후기 러시아 쇄빙선 인 Ermak , Admiral Makarov 및 Krasin 이었다. 이 쇄빙선에는 9개의 12기통 디젤 발전기가 있으며 3개의 추진 모터를 위한 전기를 생산하고 총 출력이 26,500kW(35,500hp)이다. 2020년대에는 36,000kW (48,000hp)의 통합 추진력을 가진 새로운 캐나다 극지 쇄빙선 CCGS John G. Diefenbaker를 능가할 것이다.

### 원자력 동력 쇄빙선
러시아는 현재 존재하고 기능하는 쇄빙선을 모두 원자력 동력 쇄빙선으로 운용하고 있다. 첫번째로, 레닌 쇄빙선은 1957년에 개시되어 1959년에 가동에 들어갔고, 1989년에 공식적으로 해체되었다. 이 배는 세계 최초의 원자력 동력 수상함이자 최초의 원자력 동력 민간 선박이었다.

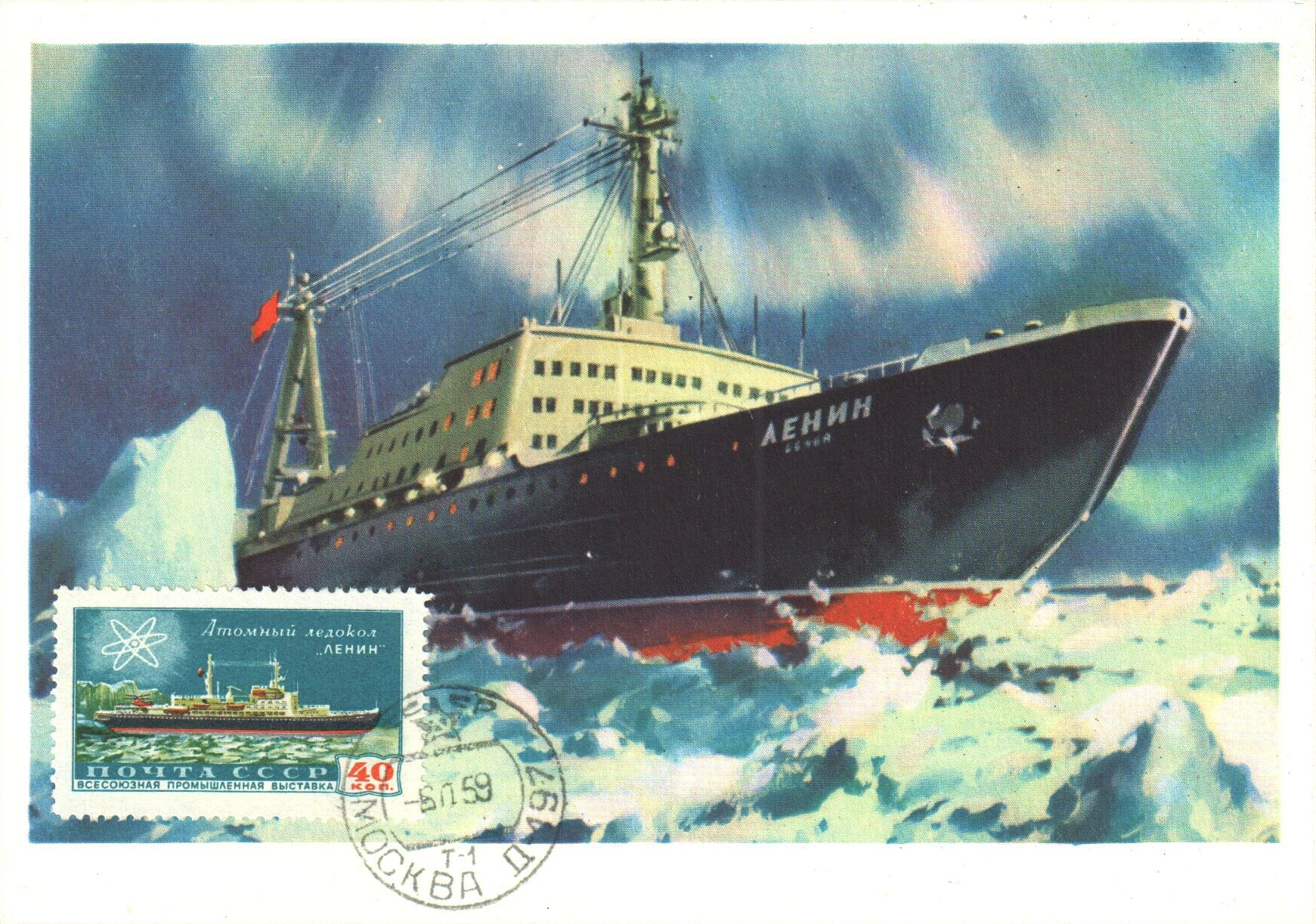
세계 최초의 원자력 동력 쇄빙선인 레닌호의 소련 우표

소련의 두 번째 원자력 동력 쇄빙선은 NS Arktika이다. 1975년 이래 취역한 그것은 1977년 8월 17일 북극에 도달한 최초의 수상선이었다. 1980년대 후반 핀란드에서 타이미르 수준의 원자력 쇄빙선 2척이 소련을 위해 건조되었다.
2007년 5월, 원자력 동력 러시아 쇄빙선 NS 50 Let Pobedy의 해상 시험이 완료되었다. 이 선박은 러시아 국영 원자력 쇄빙선 8척을 관리하는 무르만스크 해운사에 의해 취역되었다. 1989년 레닌그라드의 절연재 공사업체에 의해 처음 부설되었으며 1993년 NS Ural로 진수되었다. 이 쇄빙선은 Arktika 수준의 쇄빙선 중 여섯 번째이자 마지막이 될 예정이고, 현재 세계에서 가장 큰 쇄빙선이다.
원자력 동력 쇄빙선에서 사용하는 하루 원자 연료 소비량은 몇 그램밖에 안 되며 일반 쇄빙선보다 10～15배나 더 항해할 수 있어서 과학 탐구, 기상 관측 따위를 하는 것에 있어서 중요한 역할을 한다. 이렇게 원자력 동력 쇄빙선은 여러모로 매력적인 배이다. 그럼에도 불구하고 원자력은 민간에서 상업적으로 이용하는 것에 있어서도 사실상 곤란하고, 여러 가지 기술상 어려움으로 러시아를 제외한 다른 나라에서는 건조하지 않고 있다. 현재까지 건조된 원자력 동력 쇄빙선은 8척, 원자력 쇄빙 화물선은 1척이 전부이며, 모두 소련과 러시아에서 건조 되었다.

## 기능
오늘날, 대부분의 쇄빙선은 계절적 또는 영구적인 얼음이 있는 조건의 지역에서 무역로를 열어두기 위해 필요하다. 이러한 지역의 항구로 입항하는 상선, 무역선은 얼음에서의 항해를 위해 강화되지만, 보통 그들은 스스로 얼음을 관리할 수 있을만큼 충분히 강력하지 않다. 이 때문에 발트해와 오대호, 세인트로렌스 수로, 북극해 항로를 따라 쇄빙선의 주요 기능은 얼음으로 가득 찬 해역을 통해 한 척 이상의 선박 호송대를 안전하게 호송하는 것이다. 배가 얼음에 의해 움직이지 않게 되면, 쇄빙선은 배를 둘러싸고 있는 얼음을 깨고, 만약에 필요하다면, 빙원을 통과하는 안전한 항로를 열어야 한다. 또한 어려운 얼음 조건에서, 쇄빙선은 약한 배들을 견인할 수도 있다.

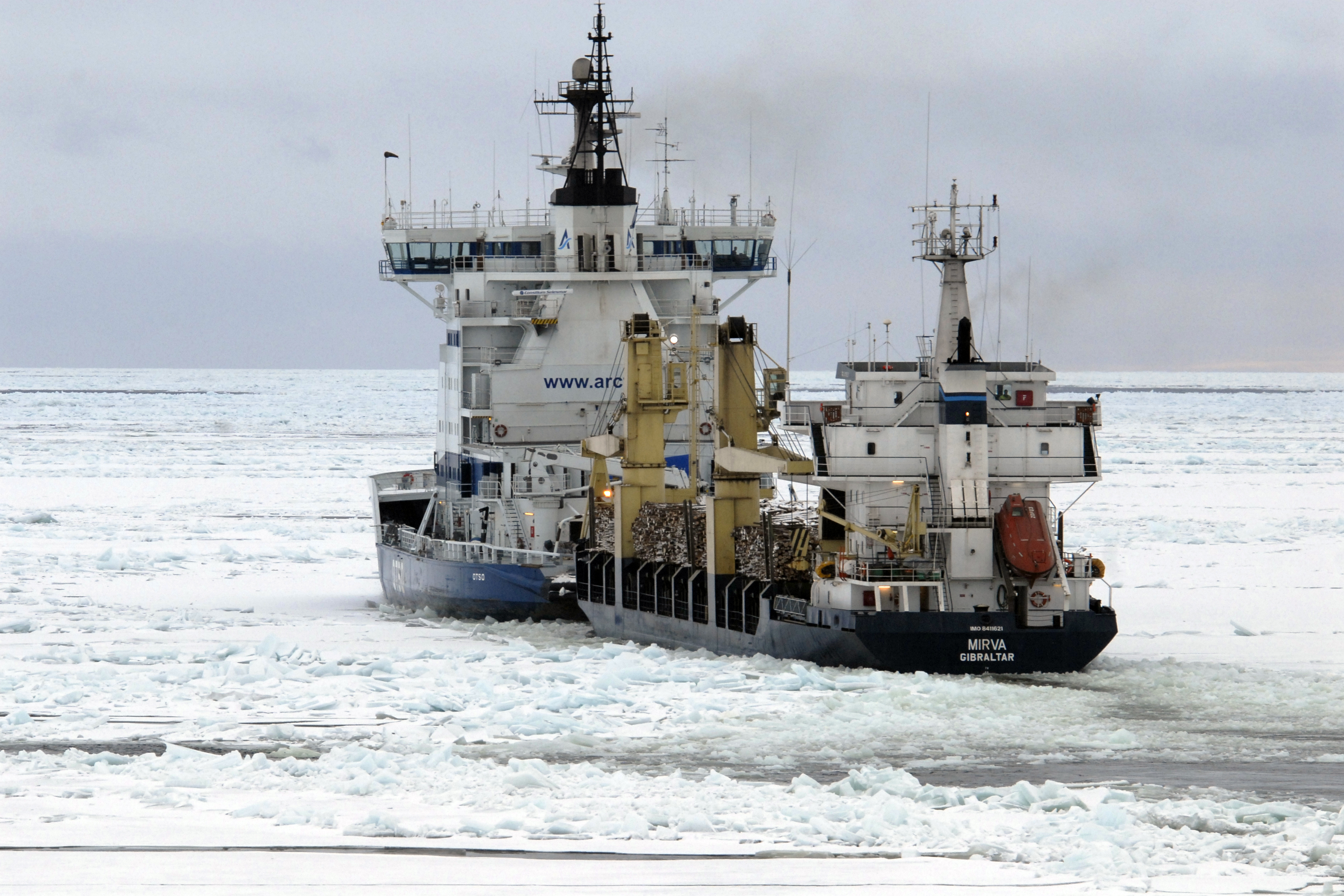
발트해에서 상선을 호송하는 핀란드 쇄빙선

일부 쇄빙선들은 또한 북극과 남극에서의 과학적 연구를 지원하기 위해 사용된다. 쇄빙 기능 외에도 선박은 극지방을 오가는 운송을 위한 합리적으로 우수한 개방 수자원 특성, 과학 인력을 위한 시설 및 숙박 시설, 해안에 연구 스테이션을 공급하는 화물 용량을 가져야한다. 아르헨티나와 남아프리카와 같이 국내 수역에서 쇄빙선을 요구하지 않는 국가들은, 극지방에서 연구를 수행하기 위해 쇄빙선 연구를 하고 있다.
해상 시추 작업이 북극해로 이동함에 따라 시추 현장에 화물과 장비를 공급하고 얼음 관리를 수행하기 위해서 시추선과 석유 플랫폼을 얼음으로부터 보호하기 위한 쇄빙선이 필요하다. 예를 들어, 표류하는 얼음을 더 작은 흐름으로 부수고, 빙산을 보호 대상으로부터 멀리 조종하는 것이 포함된다. 과거에는 주로 북미에서 이와 같은 조업이 이뤄졌지만, 오늘날에는 러시아 북극의 여러 지역에서도 북극해 연안 시추와 석유 생산이 진행되고 있다.

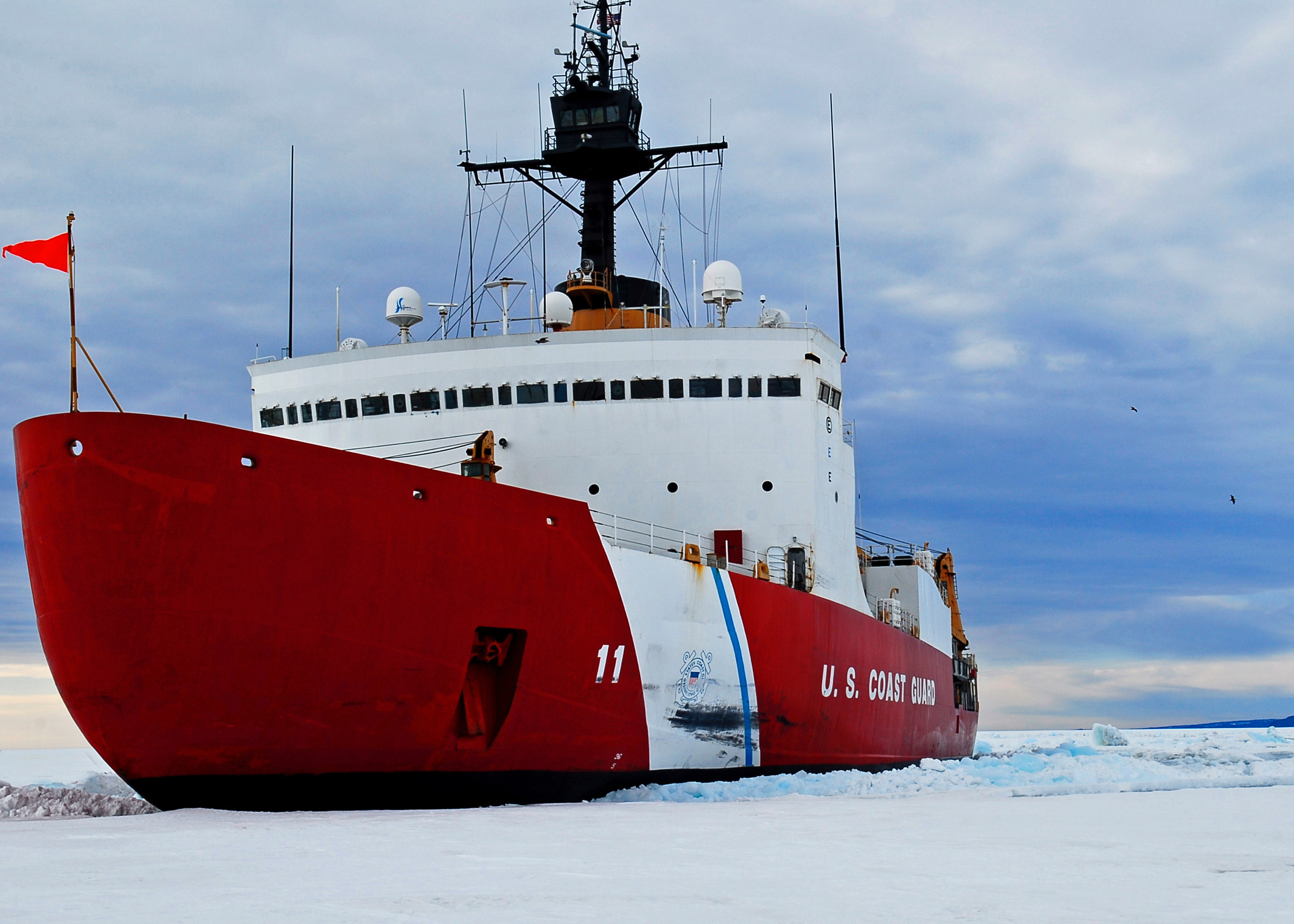
미국 해안경비대의 쇄빙선

미국 해안경비대는 얼음처럼 차가운 극지방의 바다에서 구조 임무 수행과 탐색하는 것을 돕기 위해 쇄빙선을 사용한다. 미국의 쇄빙선은 경제적 이익을 보호하고 북극과 남극 지역에서 미국의 존재를 유지하는 역할을 한다. 그리고 최근에는 북극의 만년설이 계속 녹으면서 더 많은 통로가 발견되고 있다. 이렇게 발견된 항로들은 전 세계 국가들로부터 극반구에 대한 관심을 증가시켰다. 미국의 극지방 쇄빙선은 팽창하는 북극해와 남극해에서 과학 연구를 계속 지원해야 한다. 매년, 중형 쇄빙선은 남극에 있는 미국 국립과학재단의 시설이 있는 맥머도에 선박 재공급을 위한 안전한 경로를 생성하면서 딥 프리즈 작전을 수행해야 한다. 무거운 쇄빙선이 없다면, 미국은 국립과학재단에 도달할 방법이 없기 때문에 남극에서 극지 연구를 계속할 수 없을 것이다.

## 특성

### 얼음저항 및 선체형태
쇄빙선을 설계할 때 주요 목표 중 하나는 얼음을 깨뜨리고 부서진 얼음을 선박 아래에 잠기게 하는데 따른 힘을 최소화하는 것이다. 이러한 순간적인 힘의 종방향 성분의 평균값을 선박의 빙저항이라 한다. 쇄빙선 설계자는 -h -v 곡선을 사용하여 선박의 쇄빙 능력을 결정한다. 이것은 선박이 얼음 두께( h )의 함수로 달성할 수 있는 속도( v )를 보여준다. 프로펠러의 추력이 선박의 유체 역학 및 얼음 저항을 합친 것과 동일한 속도를 계산하여 수행된다. 압력능선과 같은 다양한 얼음 조건에서 선박의 쇄빙 능력을 결정하기 위한 대안 수단을 찾기 위해 얼음 탱크에서 모델 테스트를 수행한다. 쇄빙선의 건조를 완료한 이후에도 추가적으로 방법에 관계없이 새로운 쇄빙선의 실제 성능은 선박이 건조되면 본격적인 쇄빙시험에서 검증된다.
쇄빙선의 선체 라인은 일반적으로 흘수선의 플레어가 가능한 한 작게 설계된다. 쇄빙선은 빙판에서 기동성을 향상시키기 위해 경사진 측면과 짧은 평행중앙뿐만 아니라 경사지거나 둥근 스템이 특징이다. 그러나 숟가락 모양의 선수와 둥근 선체는 유체역학적 효율과 내항성 이 좋지 않아 쇄빙선을 슬래밍(slamming )이나 해수면에 대한 선저구조의 충격에 취약하게 만든다. 이러한 이유로 쇄빙선의 선체는 종종 최소 얼음저항, 빙판에서의 기동성, 낮은 유체역학적 저항 및 개방수역 특성 사이의 절충안이다.
일부 쇄빙선의 선체는 선미보다 선수에서 더 넓다. 이러한 소위 "리머"는 얼음채널의 너비를 증가시켜 선미의 마찰저항을 줄이고 얼음에서 선박의 기동성을 향상시킨다. 마찰저항을 줄이기 위해 저마찰 페인트를 사용한다. 저마찰 페인트 외에도 일부 쇄빙선은 폭발 용접(Explosion welding)을 사용한다. 마찰을 더욱 줄이고 선박의 선체를 부식으로부터 보호하는 내마모성 스테인리스 스틸 아이스 벨트, 공기 버블링 시스템과 같은 보조 시스템은 선체와 얼음 사이에 윤활층을 형성하여 마찰을 줄이는 데 사용된다. 선박의 양쪽에 있는 탱크 사이에 물을 펌핑하면 마찰이 줄어들고 얼음을 통과하기가 더 쉬워지는 연속적인 좌우 움직임(롤링, rolling)이 발생한다. 평평한 Thyssen-Waas활 및 원통형 활과 같은 실험적인 활 디자인은 얼음 저항을 더욱 줄이고 얼음이 없는 채널을 만들기 위해 수년에 걸쳐 시도되었다.

### 구조 설계
얼음으로 채워진 수역에서 운항하는 선박은 선박의 선체와 주변 얼음 사이의 접촉으로 인한 다양한 하중에 대해 추가적인 구조적 강화가 필요하다. 빙압은 선체의 다른 지역마다 다르기 때문에 쇄빙선의 선체에서 가장 강화된 부분은 가장 높은 빙하중을 받는 선수와 흘수선 주변이며 흘수선 위와 아래에서 추가로 강화되어 빙상을 형성한다.
짧고 뭉툭한 쇄빙선은 일반적으로 더 긴 선박에 사용되는 세로 골조와 달리 약 400~1,000밀리미터(1~3피트) 간격으로 배치된 골조로 외피가 강화되는 가로 골조를 사용하여 건조된다. 흘수선 근처에서 수직방향으로 진행되는 프레임은 외판에 특정부분 집중된 얼음하중을 스트링거라고 하는 세로 거더에 분배하고, 차례로 더 많은 선체 하중을 전달하는 웨브(web)프레임과 격벽에 의해 지지된다. 얼음과 직접 접촉하는 외판은 구형 극지 쇄빙선에서는 두께가 최대 50밀리미터(2.0인치)이고 항복강도 가 있는 고강도 강철을 사용한다. 최신 쇄빙선에서는 더 얇은 두께와 더 적은 강철 무게로 동일한 구조적 강도를 제공한다. 강도에 관계없이 쇄빙선의 선체 구조에 사용되는 강철은 낮은 주변 온도와 높은 하중 조건에서 취성파괴를 견딜 수 있어야 한다.
American Bureau of Shipping, Det Norske Veritas 또는 Lloyd's Register 와 같은 선급협회에서 설정한 규칙에 따라 건조된 경우 쇄빙선은 선체의 쇄빙 강화 수준에 따라 빙등급이 지정될 수 있다. 일반적으로 선박이 운항할 것으로 예상되는 최대 얼음 두께와 충돌에 대한 최대 강도와 같은 기타 요구 사항에 의해 결정된다. 빙등급은 일반적으로 쇄빙선의 실제 쇄빙 능력이 아니라 쇄빙 강화 수준을 나타내는 반면, 러시아 해양 선급협회와 같은 일부 선급 협회는특정 얼음 등급에 대한 작전 능력 요구 사항이 있다. 2000년대부터 IACS( International Association of Classification Societies )는 분류 협회 고유의 얼음 등급 표기법을 대체하기 위해 Polar Class (PC)로 알려진 통합 시스템을 채택할 것을 제안하였다.

## 대한민국의 쇄빙선

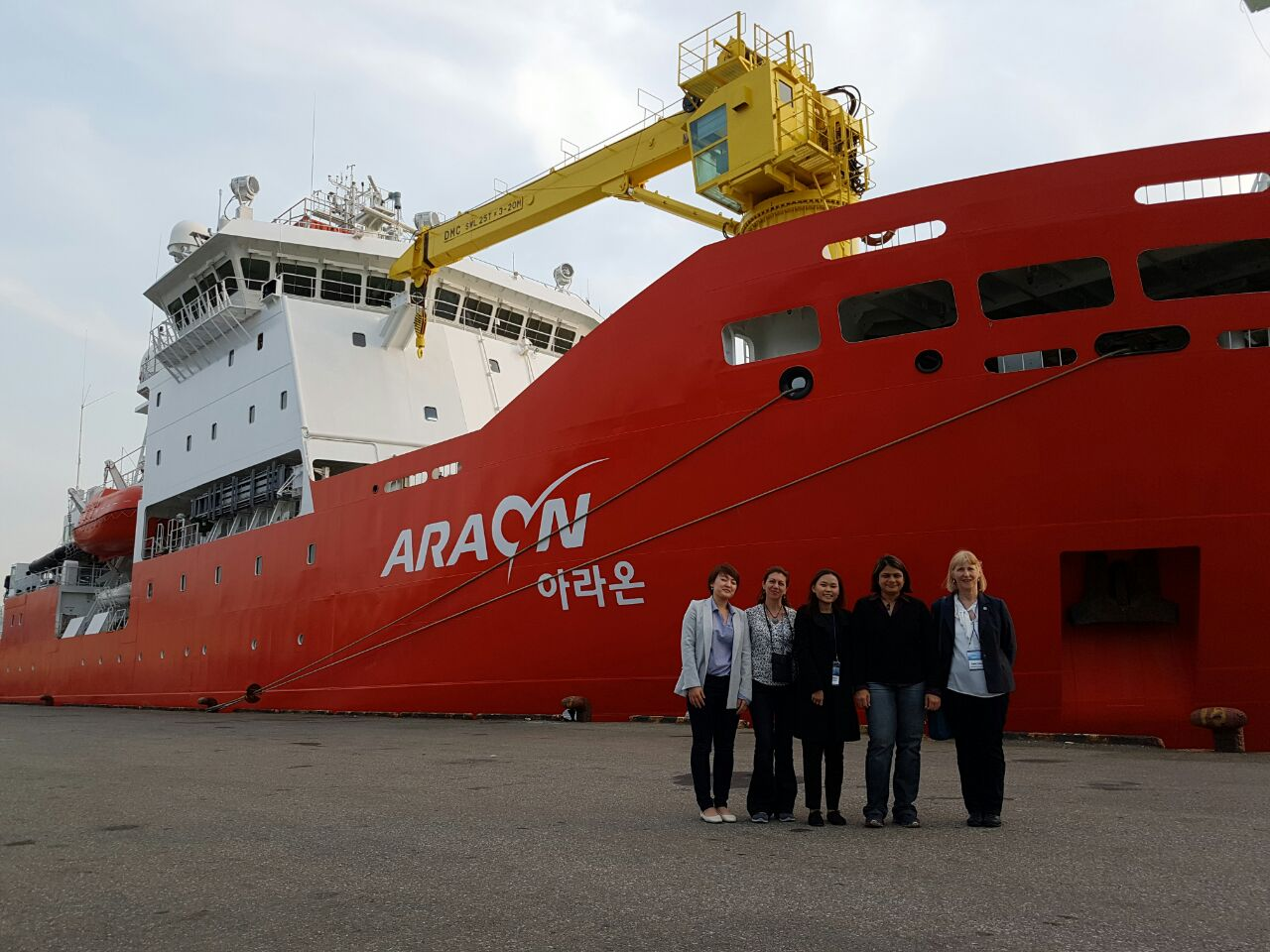

아라온은 한국해양과학기술원의 부설기관인 극지연구소에서 운영 중인 대한민국의 첫 쇄빙선이다. 제작사는 한진중공업으로 2004년부터 기본 설계를 시작해, 2006년에 건조를 시작하여 2009년 6월 11일 진수(進水). 2022년 5월 3일 195일간의 남극 항해를 마치고 부산항으로 입항하였다. 항해에서 아라온호는 서남극해 스웨이츠 빙붕 아래의 바다를 관측하는 데 성공했다. 이곳은 남극에서도 지구온난화로 가장 취약한 곳으로 알려져 있다.
2027년 운항을 목표로 하는 2번째 쇄빙선도 건조 추진 중이다. 건조 예정인 대한민국의 2번째 쇄빙선은 기존 쇄빙선인 아라온호보다 규모가 2배 이상 크고 더 많은 인원이 탑승할 수 있으며 쇄빙 능력 또한 1.5m의 얼음을 3노트(knots)의 속도로 뚫을 만큼 강력할 것이라고 한다. 건조가 완료되면 아라온호는 남극을, 2번째 쇄빙선은 북극을 담당하여 운항하게 될 예정이다.